# Typ 72 (Mine)
Die Typ 72 ist eine in der Volksrepublik China hergestellte Antipersonenmine, die in den Versionen A, B und C produziert wurde. 

## Beschreibung

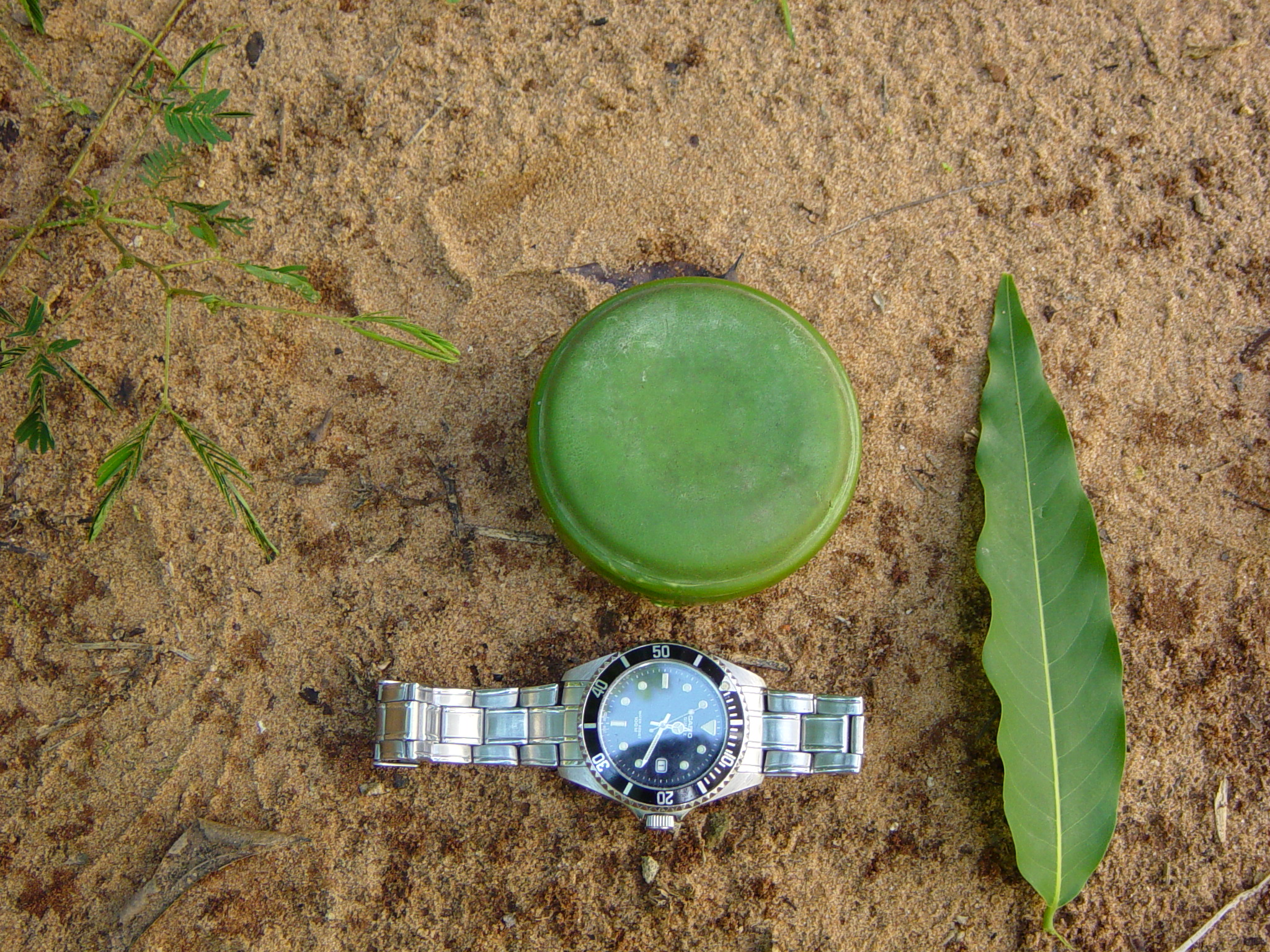
Die Größe einer Mine vom Typ 72 im Vergleich zu anderen Objekten.

Die Minen des Typs 72 haben ein hellgrünes Kunststoffgehäuse in Form und Größe einer Schuhcremedose. Der Druckteller ist abgesetzt und leicht erhaben. Am Minenoberteil befinden sich seitlich drei erhabene Markierungen, am Unterteil befindet sich seitlich eine erhabene Markierung. Zu Unterscheiden sind die Versionen äußerlich nur vom Sicherungssplint, der bei der Version A rund, bei der Version B dreieckig und bei der Version C viereckig ausgeführt ist.

## Funktion
- Typ 72-A: Beim Ziehen des Sicherungssplints rotiert die Tellerfeder und die drei Sicherheitsnasen schnappen in den Druckteller ein. Der Druckteller ist jetzt entsichert und die Mine somit scharf. Wird auf die Druckplatte der entsicherten Mine ein Druck von 5 bis 10 Kilogramm ausgeübt, drückt sie den Schlagbolzen nach unten. Dadurch schnellt die membranartige Schlagbolzenfeder nach unten und treibt den Zündstift in die Zündkapsel. Die detonierende Zündkapsel bringt sodann die Mine zur Detonation. Sie besitzt einen einfachen mechanischen Druckzünder ohne Wiederaufnahmesicherung.

- Typ 72-B: Beim Ziehen des Sicherungssplints rotiert die Tellerfeder und die drei Sicherheitsnasen schnappen in den Druckteller ein. Der Druckteller ist jetzt entsichert und die Mine somit scharf. Wird auf die Druckplatte der entsicherten Mine ein Druck von 5 bis 10 Kilogramm ausgeübt, wird der Druck auf einen Microschalter übertragen, der direkt an das elektronische Schaltsystem angeschlossen ist. Dadurch schließt er den Stromkreis und zündet den Detonator (geschätzte Lebensdauer der 1,5-V-Batterie: 3 Monate). Die Mine löst also elektrisch aus und ist elektronisch gegen eine Wiederaufnahme gesichert (Bewegungen der Mine über 10 Grad).

- Typ 72-C: Beim Ziehen des Sicherungssplints rotiert die Tellerfeder und die drei Sicherheitsnasen schnappen in den Druckteller ein. Der Druckteller ist jetzt entsichert und die Mine somit scharf. Da der Aufbau der Elektronik unbekannt ist, ist die genaue Auslösung ebenfalls nicht bekannt. Nach unbestätigten Meldungen soll sie jedoch dieselbe Auslöseelektronik wie die Version B besitzen und darüber hinaus sogar auf Magnetfeldveränderungen durch Metallsuchgeräte reagieren.

## Einsatzgebiete
Eingesetzt wurde die Mine in bekannten Kriegsgebieten wie Sri Lanka, Afghanistan, Kambodscha, Libanon, Pakistan, Ruanda, Irak und Somalia, sowie in Krisenregionen in Angola, Eritrea, Peru, Südafrika, Kongo, Sudan, Thailand, Kuwait, Uganda, Mosambik und Sambia.

## Räumung
Da die drei Versionen nach ihrer Entsicherung äußerlich nicht unterschieden werden können, erfolgt aus Sicherheitsgründen eine berührungsfreie Sprengung vor Ort.